# Ciénega del Río
Ciénega del Río är en ort i Mexiko.   Den ligger i kommunen San Lorenzo Texmelúcan och delstaten Oaxaca, i den sydöstra delen av landet, 400 km sydost om huvudstaden Mexico City. Ciénega del Río ligger 1 265 meter över havet och antalet invånare är 198.
Terrängen runt Ciénega del Río är kuperad åt sydväst, men åt nordost är den bergig. Terrängen runt Ciénega del Río sluttar brant västerut. Runt Ciénega del Río är det glesbefolkat, med 15 invånare per kvadratkilometer. Närmaste större samhälle är El Arador, 4,7 km norr om Ciénega del Río. I omgivningarna runt Ciénega del Río växer i huvudsak städsegrön lövskog.